# Maddison-Lee Wesche
Maddison-Lee Wesche (Auckland, 13 de junio de 1999) es una deportista de Nueva Zelanda que compite en atletismo.
Participó en dos Juegos Olímpicos de Verano, obteniendo una medalla de plata en París 2024, en la prueba de lanzamiento de peso, y el sexto lugar en Tokio 2020, en la misma prueba.
Estudió Psicología en la Universidad Massey.

## Palmarés internacional
| Juegos Olímpicos | Juegos Olímpicos | Juegos Olímpicos | Juegos Olímpicos |
| Año              | Lugar            | Medalla          | Prueba           |
| ---------------- | ---------------- | ---------------- | ---------------- |
| 2024             | París (Francia)  | Medalla de plata | Peso             |